# Hilaria
Gli Hilaria (dal latino "hilaris", gioioso) erano una festività romana celebrata il 25 marzo in onore della dea Cibele, madre degli dèi.

## Caratteristiche
Il giorno della celebrazione era quello successivo all'equinozio di primavera, ovvero il primo giorno dell'anno in cui il periodo di luce è più lungo di quello della notte. 
Lo scopo della festività era proprio festeggiare il lento ma graduale svanire delle oscurità dell'inverno e l'attesa di una stagione più gioiosa e luminosa.
La particolarità di questo giorno di festa era il permesso di dare vita a qualsiasi forma di scherzo o gioco, con la predilezione per il mascheramento. Ad ognuno era permesso assumere l'identità e l'aspetto di ciascuno, persino di appartenenti ad alte cariche pubbliche come i magistrati.
Le celebrazioni degli Hilaria rappresentavano l'ultimo giorno dei festeggiamenti dedicati a Cibele, il Sanguem. Occorre notare che queste festività non si trovano menzionate nei calendari Romani e nemmeno nei Fasti di Ovidio.

## Storia
Nulla si sa dei riti celebrati in questa festività in epoca repubblicana, fatta eccezione per quanto afferma Valerio Massimo secondo il quale si svolgevano dei giochi in onore della madre degli dei.
Qualcosa di più ci è noto per quanto riguarda l'epoca imperiale, in quanto sappiamo da Erodiano che si teneva una lunga e solenne processione nella quale si trasportava una grande statua della dea, di fronte alla quale si esponevano oggetti preziosi ed opere d'arte appartenenti ai più facoltosi della città ed all'Imperatore stesso.
Erodiano narra di un complotto preparato da Annia Lucilla, sorella di Commodo, con l'aiuto del prefetto Tarrutenio Materno contro l'Imperatore proprio durante queste festività. Secondo Erodiano il complotto prevedeva che Materno ed i suoi seguaci si travestissero da membri della Guardia Pretoriana per poi mescolarsi a quella vera e propria, fino ad arrivare alle stanze di Commodo ed ucciderlo. Ma uno dei complici di Materno rivelò anzitempo il complotto, "preferendo un imperatore legittimo ad un tiranno usurpatore", secondo le parole di Erodiano. Il giorno degli Hilaria tutti i cospiratori furono catturati e l'Imperatore Commodo sacrificò alla dea Cibele affinché non fosse più minacciato da cospirazioni.

## Influenze postume
Alcuni ipotizzano che l'usanza del pesce d'aprile, in voga in tutta Europa, provenga appunto da questa antica festività Romana.